# Idrottens himmel och helvete
Idrottens himmel och helvete är en svensk dokumentär-TV-serie från 2014. Den handlar om idrott, och sänds i UR. I september 2014 tilldelades producenten Niklas Hyland Barnidrottspriset för serien.

## Avsnitt

### Säsong 1
1. 15 januari 2014: Toppa för att krossa
2. 22 januari 2014: Bänkad, petad och körd
3. 29 januari 2014: Hets och värderingar
4. 5 februari 2014: Föräldrar, det stora problemet
5. 12 februari 2014: Barnidrott en klassfråga
6. 19 februari 2014: Med kroppen som redskap
7. 26 februari 2014: Skador och skandaler
8. 5 mars 2014: I lagets namn

### Säsong 2
1. 21 januari 2015: Ni spelar som kärringar!
2. 28 januari 2015: Tidiga elitsatsningar
3. 4 februari 2015: Tidig gallring och missade stjärnor
4. 11 februari 2015: Klubbidrott - på gott och ont
5. 18 februari 2015: Tävlingssystem
6. 25 februari 2015: De supermotiverade
7. 4 mars 2015: Akademispecial
8. 11 mars 2015: Idrottsrörelsens framtid

### Fotnoter
1. ↑  ”UR-serien Idrottens himmel och helvete kammar hem pris”. Newsdesk. 17 september 2014. http://www.mynewsdesk.com/se/utbildningsradio/pressreleases/ur-serien-idrottens-himmel-och-helvete-kammar-hem-pris-1055514. Läst 15 maj 2015.